# Air Liquide
Air Liquide (dříve L'Air liquide) je francouzská mezinárodní průmyslová skupina, která se specializuje na výrobu průmyslových plynů. Skupina byla založena v roce 1902, sídlí v Paříži. Je přítomna v osmdesáti zemích světa a má více než 3,6 milionu zákazníků zejména z oblastí medicinského, chemického a elektronického průmyslu; po společnosti Linde se jedná o druhého největšího výrobce průmyslových plynů na světě. Air Liquide je kótována na evropské burze cenných papírů Euronext a zahrnuta v burzovních indexech Euro Stoxx 50, CAC 40 a FTSE4Good.